# Acacia origena
Acacia origena är en ärtväxtart som beskrevs av Asfaw. Acacia origena ingår i släktet akacior, och familjen ärtväxter. IUCN kategoriserar arten globalt som nära hotad. Inga underarter finns listade i Catalogue of Life.